# NGC 5674
NGC 5674 је спирална галаксија у сазвежђу Девица која се налази на NGC листи објеката дубоког неба.
Деклинација објекта је + 5° 27' 31" а ректасцензија 14h 33m 52,2s. Привидна величина (магнитуда) објекта NGC 5674 износи 13,0 а фотографска магнитуда 13,7. NGC 5674 је још познат и под ознакама UGC 9369, MCG 1-37-31, CGCG 47-96, 8ZW 434, IRAS 14313+0540, PGC 52042.